# Suillus collinitus
Bolet à base rose
Ne doit pas être confondu avec Cèpe des pins.
Espèce
Statut de conservation UICN

 LC  : Préoccupation mineure
Suillus collinitus, le Bolet à base rose, est une espèce de champignons basidiomycètes de la famille des Boletaceae. C'est une espèce commune qui pousse sous les pins. Il a un chapeau visqueux, brun roux à chocolat. Les pores de la face inférieure sont initialement jaune vif, avant de devenir brun verdâtre avec l'âge. Le mycélium rosé à la base du pied est un élément caractéristique qui permet de le distinguer des espèces similaires, comme le bolet granulé.

## Taxonomie
Le nom correct complet (avec auteur) de ce taxon est Suillus collinitus (Fr.) Kuntze, 1898.
L'espèce a été initialement classée dans le genre Boletus sous le basionyme Boletus collinitus Fr., 1838.

### Synonymes
Suillus collinitus a pour synonymes :
- Boletus collinitus Fr., 1838
- Viscipellis collinita (Fr.) Quél., 1886
- Viscipellis collinita (Fr.) Quél., 1886

### Phylogénie
L'espèce a été décrite pour la première fois sous le nom de Boletus collinitus par Elias Magnus Fries en 1838. Otto Kuntze l'a ensuite transférée au genre Suillus dans son Revisio Generum Plantarum de 1898.
Une analyse moléculaire de 1996 de 38 espèces différentes de Suillus a utilisé les séquences de leurs espaceurs internes transcrits pour inférer les relations phylogénétiques et clarifier la taxinomie du genre. Les résultats ont indiqué que Suillus collinitus était étroitement apparenté à un spécimen de Suillus granulatus prélevé au Népal. Selon les auteurs, cet isolat népalais représente probablement une espèce distincte des isolats nord-américains et européens. En 2006, une analyse phylogénétique des isolats de Suillus collectés en Espagne a montré que Suillus collinitus était étroitement apparenté à d'autres espèces « typiques de la région méditerranéenne », à savoir Suillus bellinii, Suillus luteus et Suillus mediterraneensis.

### Étymologie
L'épithète spécifique collinitus est dérivée du latin et signifie « enduit » ou « graissé ».

### Noms vulgaires et vernaculaires
En français, l'espèce est appelée « bolet à base rose, » ou « bolet à base rosée » en raison de la coloration rose typique du mycélium.
Suillus collinitus porte aussi le nom vernaculaire populaire de "Pissacan", du Provençal Pissa-can, signifiant une plante ou un champignon sur lequel les chiens urinent, en réfèrence à l'aspect gluant et à la comestibilité médiocre de cette espèce (et des espèces proches). Ce terme est souvent utilisé de façon vague et inexacte, il est aussi utilisé pour faire réfèrence à n'importe quel Suillus de la section Granulati (Suillus granulatus, Suillus collinitus, Suillus bellinii, Suillus mediterraneensis), ou encore à n'importe quelle espèce du genre Suillus, c'est-à-dire la plupart des bolets à l'aspect gluant et flasque. Néanmoins, il s'agit du nom sous lequel cette espèce et ses proches sont recherchées dans le Sud de la France à des fins de consommation.
Suillus granulatus est parfois aussi nommé à tort "Cèpe des pins", mais le Cèpe des pins est une tout autre espèce ; Boletus pinophilus.

## Description du sporophore

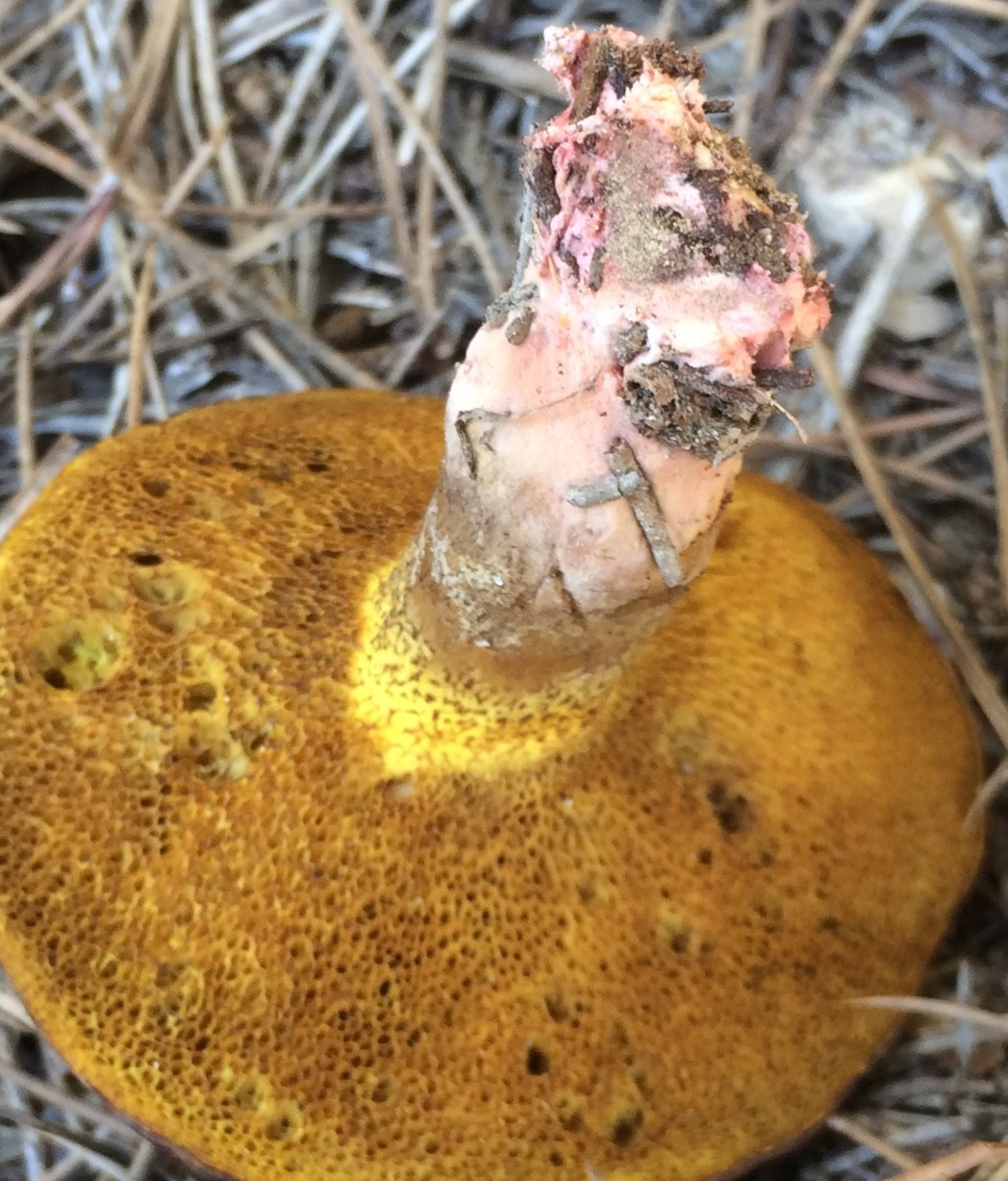
Mycélium rosâtre à la base du pied de Suillus collinitus, le critère d'identification principal de cette espèce. Il est tout de même à noter que la couleur peut être bien plus discrète que sur cet exemple.

Les bolets sont des champignons dont l’hyménophore, constitué de tubes et terminés par des pores, se sépare facilement de la chair du chapeau. Ce chapeau d'abord rond, recouvert d'une cuticule, devient convexe à mesure qu’il vieillit. Ils ont un pied (stipe) central assez épais et une chair compacte. Les caractéristiques morphologiques de S. collinitus sont les suivantes :
Son chapeau est initialement arrondi, puis devient convexe et enfin plat, atteignant jusqu'à 11 cm de diamètre. Il est recouvert d'une cuticule brune de teinte variable et décorée de minuscules stries radiales, qu'on remarque particulièrement chez les spécimens complètement expansés et surtout par temps sec. Le chapeau a souvent une forme irrégulière et devient visqueux lorsqu'il est humide.
L'hyménophore est constitué de tubes courts et l'insertion sur le pied est généralement adnée, voire légèrement décurrente. Les pores sont petits et angulaires. Ils sont initialement jaunes mais s'assombrissent avec l'âge. Les spécimens jeunes et frais portent parfois des gouttelettes d'un liquide clair qui s'accumulent à la surface des pores.
Son stipe est cylindrique et trapu, et mesure généralement de 8 à 10 cm de hauteur pour 1,5 à 2,5 cm d'épaisseur. Il est jaune vif en haut et crème ailleurs, et orné de granulations brunâtres. Il n'y a pas d'anneau. La base du stipe est attachée au mycélium, distinctement rose, qui devient visible lorsque le champignon est déraciné. La couleur rose du mycélium peut cependant être parfois dure à discerner.
Laa chair est ferme, blanche dans le chapeau et jaune en bas du pied. Elle a une saveur douce et une odeur faible, évoquant celle des cèpes. Elle devient faiblement rougeâtre en réaction avec une solution d'ammoniaque.

### Caractéristiques microscopiques
Les spores sont de couleur brun ocracé, mais jaune pâle sous le microscope optique. Elles sont fusiformes (effilées à chaque extrémité) et mesurent de 8 à 10,5 μm par 3 à 4,5 μm.
Les basides portent quatre spores.

## Galerie

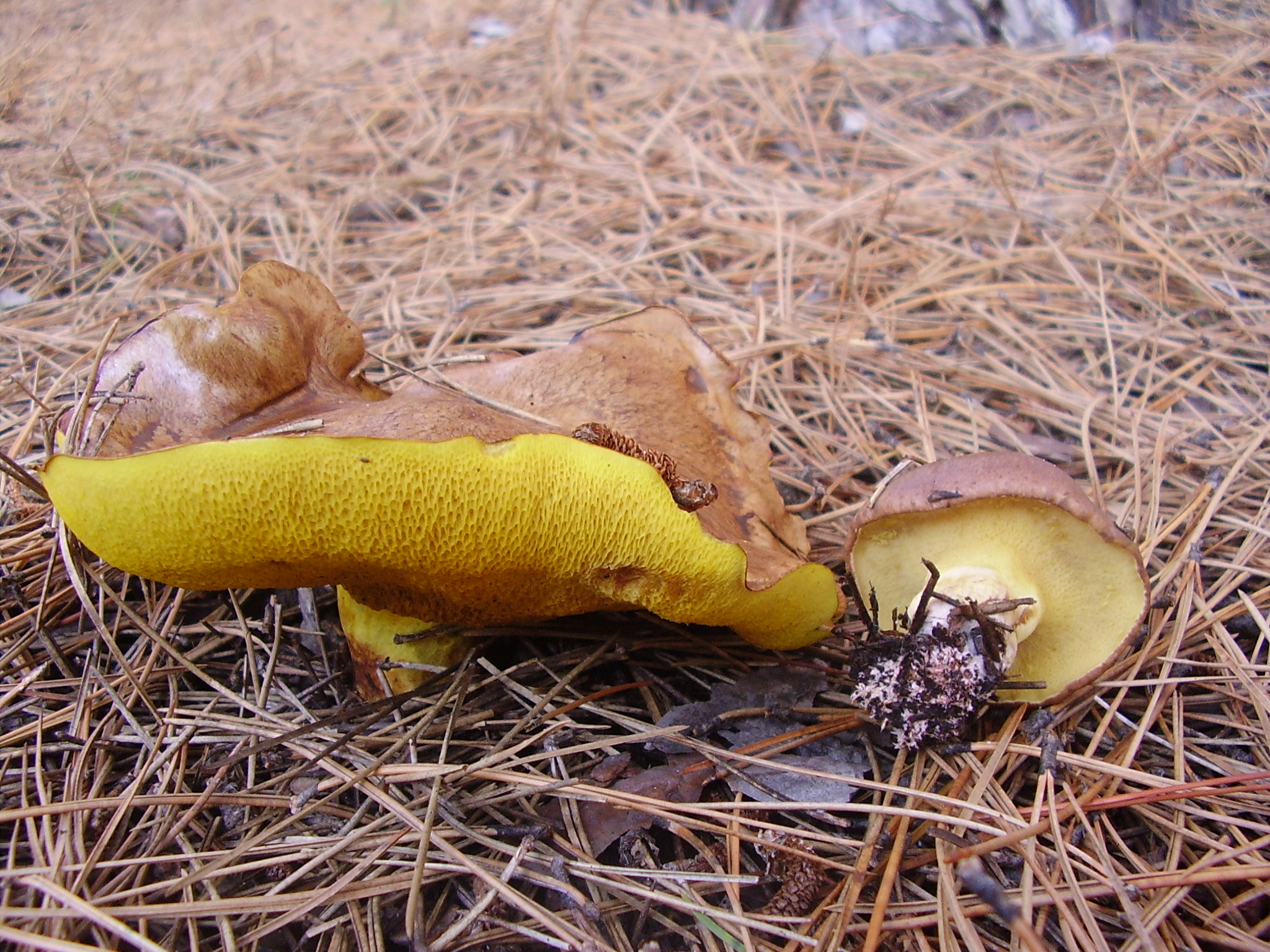
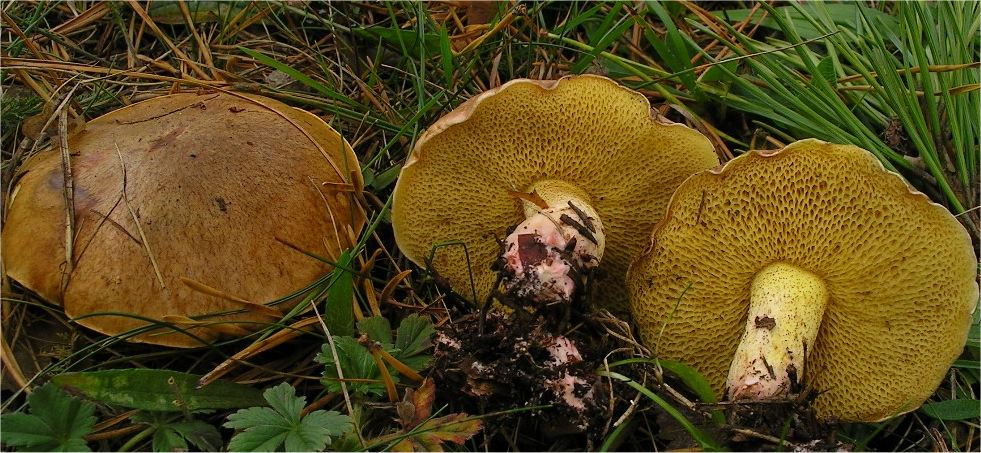
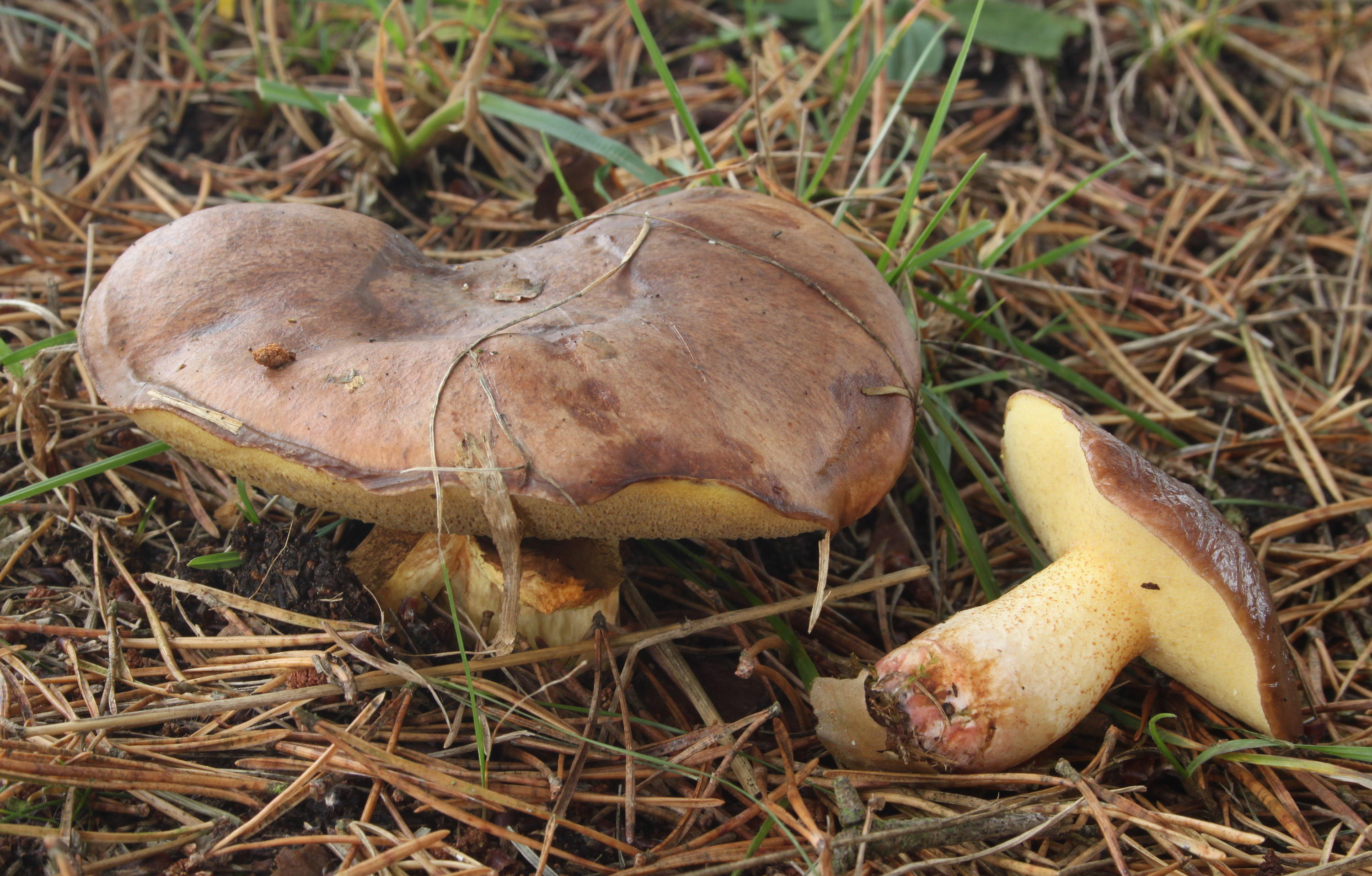
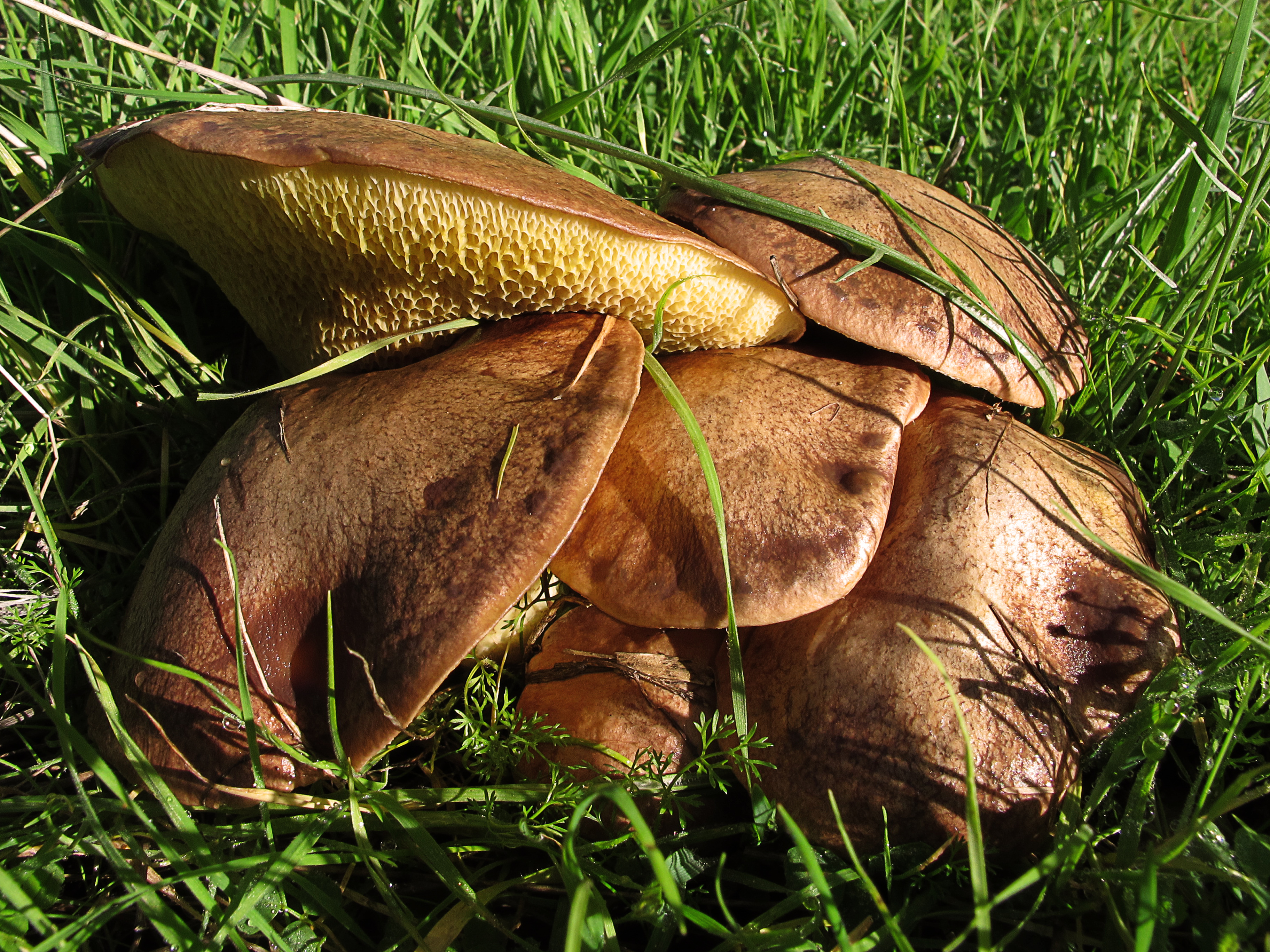
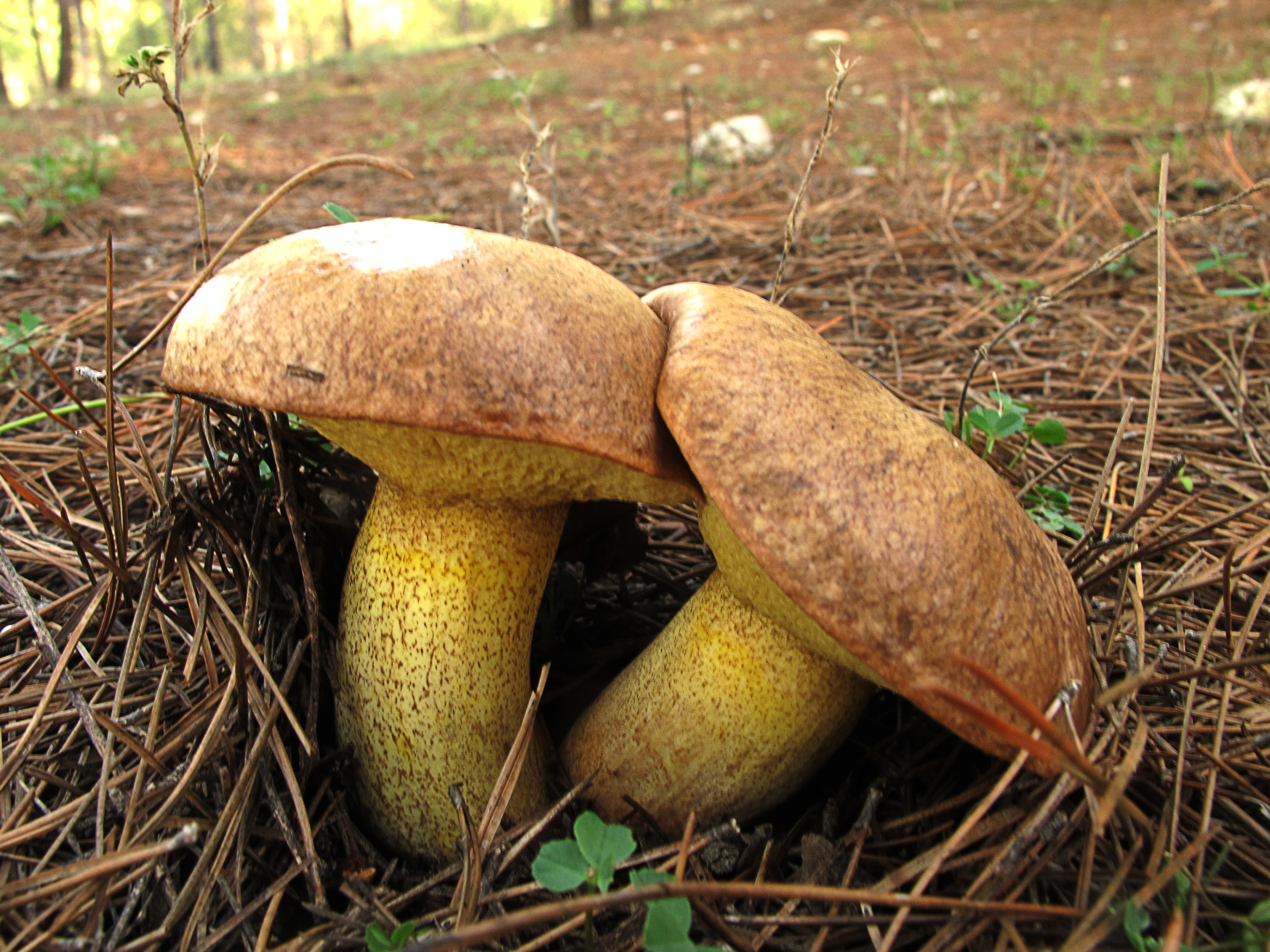
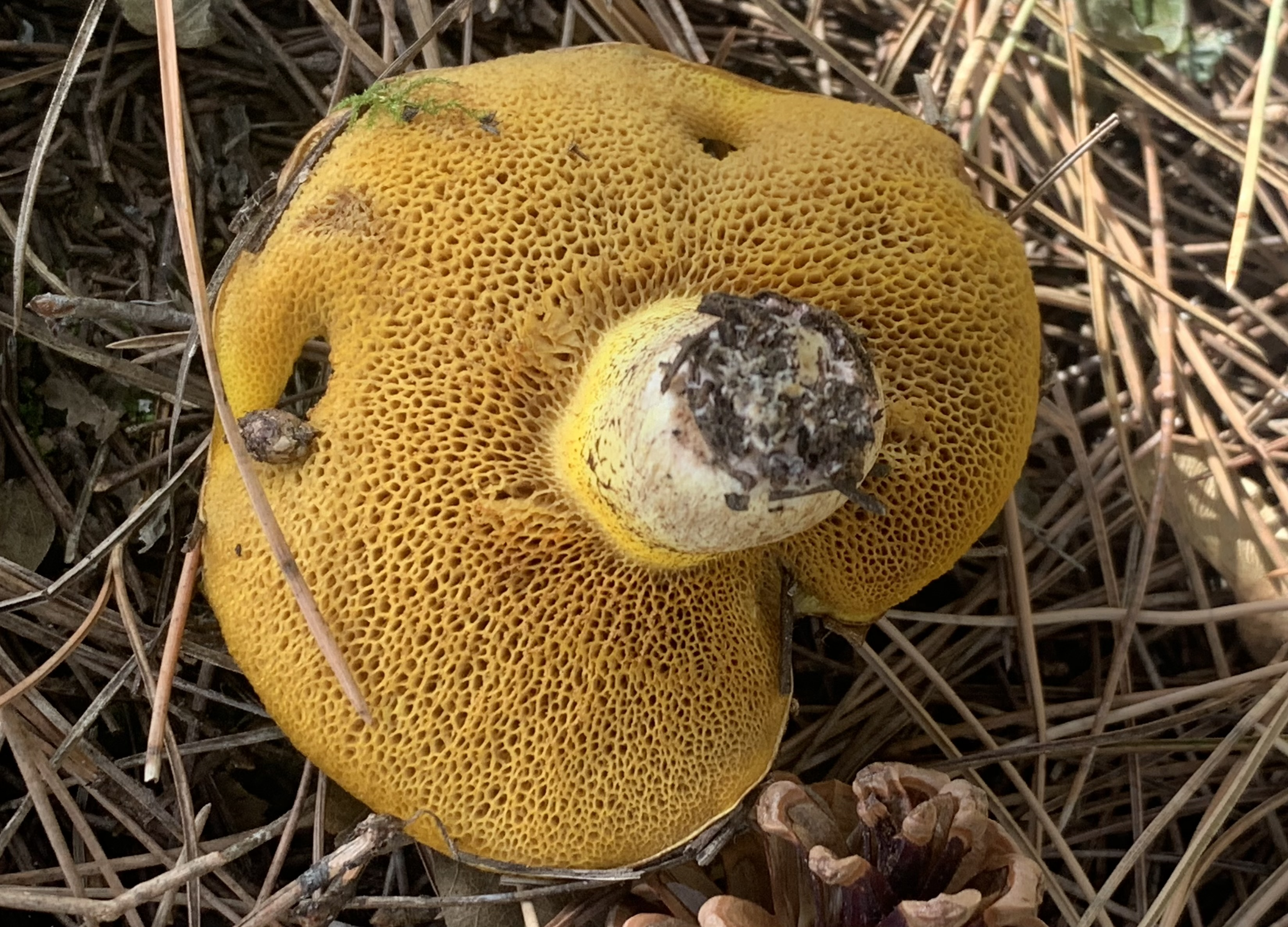
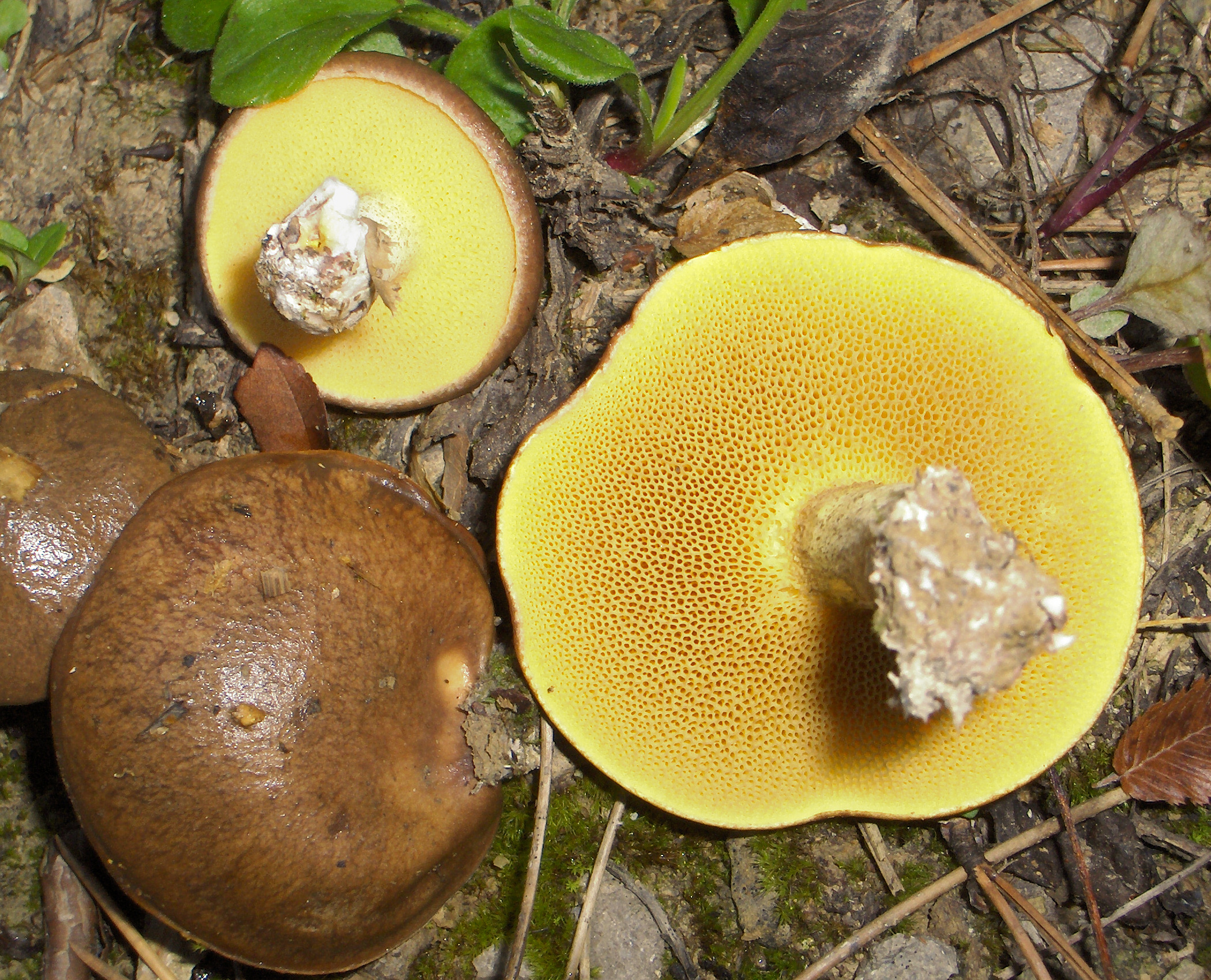
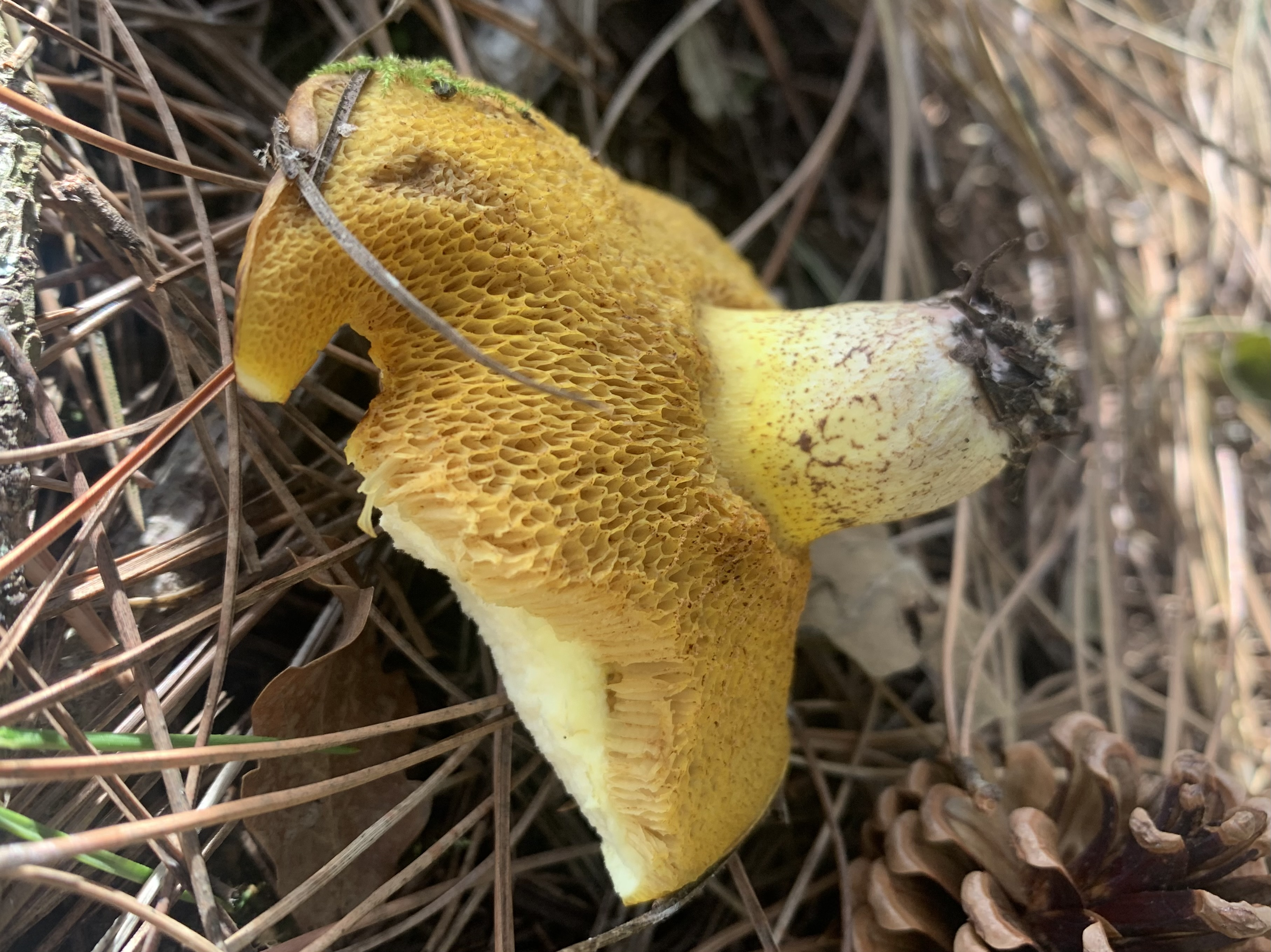
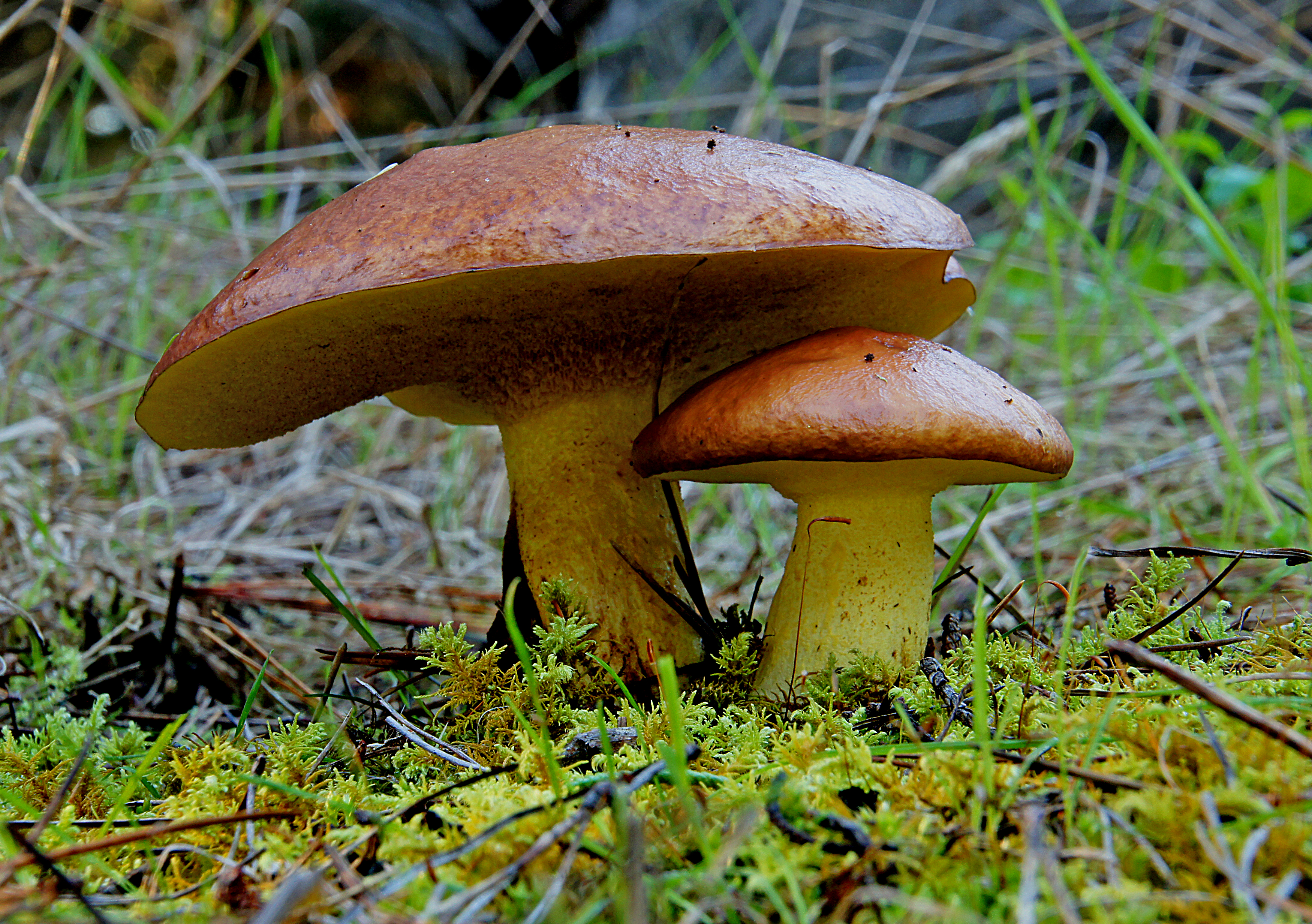

## Distribution et habitat
L'espèce est présente dans toute l'Europe. C'est un champignon ectomycorhizien, formant des relations symbiotiques mutuellement bénéfiques avec plusieurs espèces de pin (Pinus), dont le pin d'Alep (Pinus halepensis), le pin noir (Pinus nigra), le pin parasol (Pinus pinea) et le pin sylvestre (Pinus sylvestris). Le champignon favorise les sols calcaires. Suillus collinitus est thermophile et courant dans le sud de l'Europe. Il est rarement observé dans les régions plus septentrionales, comme les îles Britanniques et la Pologne,.

## Comestibilité
En Provence, le Bolet à base rose est très recherché, comme les autres bolets du même groupe (Suillus granulatus, Suillus bellinii, Suillus mediterraneensis), sous le nom de "pissacans". C'est un comestible médiocre, à l'odeur aigre et au goût indescriptible. Il est conseillé, comme pour toutes les espèces de Suillus, de ne prélever que des spécimens jeunes et de peler la cuticule avant la préparation . Il est laxatif, particulièrement si consommé en grandes quantités .
Le genre Suillus ne comprend que des espèces comestibles qui varient à la fois en termes de prévalence et de pertinence pour la consommation alimentaire, et en termes de fréquence à laquelle elles peuvent provoquer des troubles gastro-intestinaux (généralement bénins) chez les consommateurs. Des effets laxatifs peuvent se produire chez des individus prédisposés ou à la suite d'une consommation importante, parfois à la limite d'une véritable intoxication gastro-intestinale. Cet effet laxatif semble plus prévalent chez les espèces de Suillus de la section Granulati, dont S. collinitus fait partie et qui est l'espèce dont la consommation est le plus souvent associée à l'apparition de troubles gastro-intestinaux plus ou moins importants.
Il n'est pas clair si l'effet laxatif connu est lié à la consommation de la cuticule du chapeau, et donc si son élimination doit être considérée comme un traitement obligatoire, ou si la pratique de la décortication de la cuticule vise uniquement à améliorer leur qualité gastronomique. La "toxicité" de la cuticule est explicitement signalée dans une contribution assez ancienne (Prager & Goos 1984) et d'autres données semblent contradictoires. En outre, l'histoire italienne des intoxications au Suillus est liée à la consommation de spécimens dont la cuticule du chapeau n'a pas été enlevée et, dans d'autres cas, de champignons parfaitement pelés. Il est donc raisonnable de supposer que les substances ayant des effets laxatifs sont réparties dans toutes les parties du sporophore et sont plus ou moins présentes dans toutes les espèces, bien que probablement à des concentrations différentes (également en fonction du stade de maturité des spécimens collectés). L'expérience pratique suggère que le stade de maturité peut avoir une certaine pertinence pour expliquer certains des effets laxatifs.
En général, comme l'effet laxatif varie en intensité selon la prédisposition de chaque consommateur, il convient de prendre des quantités modestes lors de la première consommation de ces champignons. L'ébullition préalable n'est pas considérée comme nécessaire, mais seuls les jeunes spécimens sont recommandés. Il reste tout à fait recommendable de débarrasser les Suillus de leur pied et de leur cuticule avant leur utilisation alimentaire.

### Composition chimique
Le champignon contient plusieurs tocophérols, une classe de composés chimiques appelés collectivement vitamine E, et qui confèrent une activité antioxydante. Ils contiennent également plusieurs acides organiques, principalement les paires acide malique — acide quinique, et acide citrique — acide alpha-cétoglutarique, qui représentent respectivement 42% et 30% des acides organiques totaux. La composition et la concentration en acides organiques influencent la saveur des champignons, et certains contribuent à l'activité antioxydante.

## Confusions possibles

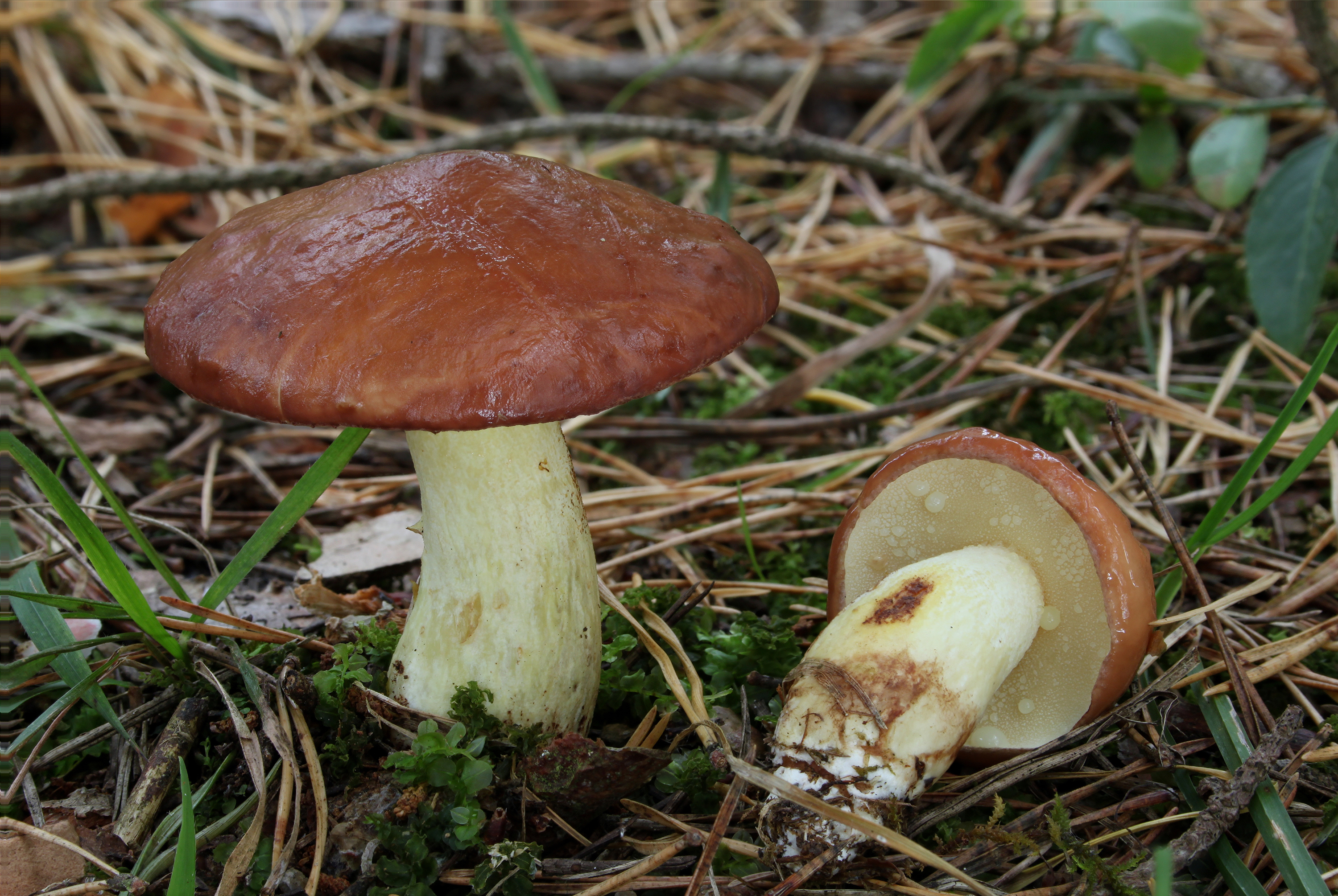
Suillus granulatus, chapeau avec des teintes orangées et mycélium blanc.

- Le Bolet granulé (Suillus granulatus), ressemble beaucoup à S. collinitus. C'est une espèce également commune sous les pins. Ce dernier a cependant un chapeau brun homogène sans fibrilles, généralement plus orangé, ses granulations sont blanchâtres et son mycélium est typiquement blanc. Comestible réputé jeune, bien cuit, en quantité limitée, après évaluation de sa tolérance aux effets laxatifs.
- Le Bolet méditerranéen (Suillus mediterraneensis) partage le même habitat, mais sa chair est jaunâtre et son chapeau est marbré de jaunâtre. Comestible jeune, bien cuit, en quantité limitée, après évaluation de sa tolérance aux effets laxatifs.
- Le Bolet de Bellini (Suillus bellinii) est plus pâle, aux pores blanchâtres et aux granulations rougeâtres[8]. Comestible jeune, bien cuit, en quantité limitée, après évaluation de sa tolérance aux effets laxatifs.